# Véronique Musson-Gonneaud
Véronique Musson-Gonneaud est une harpiste spécialisée en musique ancienne.

## Biographie

### Etudes et début de carrière
Après une maîtrise de philosophie et un DEA de musicologie, Véronique Musson-Gonneaud se spécialise dans la pratique des harpes anciennes au milieu des années 1990. Concertiste, diplômée en 2001 du Conservatoire National Supérieur de Musique de Lyon, elle se perfectionne pendant quatre ans à la Scuola Civica de Milan en continuo, harpe baroque et classique.

### Carrière
En 2010 parait l’album Cabezón – Pour un plaisir dans lequel Véronique Musson-Gonneaud adapte et enregistre les tablatures de l’organiste de la famille royale d’Espagne Antonio de Cabezón (1510 – 1566) qu'elle joue sur sur une copie de la harpe double (arpa doppia) conservée à Bologne.
Très active dans la recherche en organologie et les répertoires des harpes anciennes, le point de vue artistique et novateur de la harpiste est souvent souligné.
Sa méthode Introduction pratique à la musique Renaissance pour harpe simple parait en juin 2020 aux éditions Delatour. Elle a pour objectif de développer un répertoire sur harpes simples (sans mécanique ni double corde).
Professeur d’Enseignement Artistique, et titulaire du Certificat d’Aptitude en musique ancienne, Véronique Musson-Gonneaud enseigne au Centre de Musique Médiévale de Paris ainsi qu’aux conservatoires d’Ivry-sur-Seine et de Palaiseau. Elle est également régulièrement invitée pour des MasterClass en France et à l'étranger.

### Pop'harpe
Avec l'objectif de démocratiser et faciliter l'accès à l'instrument ancestral qu'est la harpe, Véronique Musson-Gonneaud et Pascal Bernard (menuisier et maître artisan) cherchent à créer des harpes en carton avec une sonorité optimale. Ils fondent l'association Loi 1901 Pop'harpe.
De 2010 à 2016, le duo teste des matériaux et perfectionne une caisse de résonance en carton avec un cadre en bois pour supporter la tension de 150kg des cordes. Le défi relevé, cette innovation obtient en 2016 le Prix du Premier Ministre lors du 115ème Concours Lépine International de Paris, et se diffuse dans différents pays comme la Lituanie, le Paraguay,, l’Argentine (avec la harpiste Alina Traine) ou le Mexique (dans le cadre d'un échange entre l'institut Collegium Musicæ de l'université Sorbonne-Nouvelle et l'Université nationale autonome du Mexique).
En 2022, Véronique Musson-Gonneaud dirige et coproduit l'album Varietas, mélanges pour harpes en carton, voix et harpions, une exploration des possibilités des harpes simples du Moyen-Âge à la création contemporaine.

## Prix et récompenses
- 2016 : Prix du Premier Ministre au Concours Lépine International Paris

## Parutions

### Publications universitaires
- 2006 : « Enseigner les harpes anciennes aujourd’hui ? La transversalité à l’épreuve des départements et des disciplines », mémoire de pédagogie, CNSMD Lyon[13]
- 2013 : Les harpions, questions organologiques et musicales, La Musique et ses Instruments, Éd. Delatour[14]

### Ouvrages
- 2001 : Musique médiévale adaptée à la harpe celtique, Éditions Harposphères[15]
- 2020 : Introduction à la musique Renaissance pour harpe, éditions Delatour France

## Discographie
- 2000 : Musiques Et Chants Au Temps De Jeanne D'Arc, Ensemble Amadis[16]
- 2010 : Cabezón – Pour un plaisir (tablatures d’Antonio de Cabezon et de ses contemporains pour la double harpe Renaissance)[17]
- 2013 : Weihnachtliche Renaissancemusik (Aus Nürnberger Handschriften), Egidienchor[18]
- 2022 : Varietas, mélanges pour harpes en carton, voix et harpions, Absilone